# Budhana
Budhana (Hindi: बुढाना) es una pequeña localidad y uno de los distritos electorales de la Asamblea Legislativa de Uttar Pradesh en el distrito de Muzaffarnagar en el estado de Uttar Pradesh, India. En el censo de 2001, la localidad de Budhana registró una población de 32.950 habitantes. La localidad ha experimentado un crecimiento desde entonces, registrando más de 80 mil habitantes en la actualidad.